# 842
842 (DCCCXLII) je bilo navadno leto, ki se je po julijanskem koledarju začelo na nedeljo.

## Dogodki
- 1. januar

## Smrti
- 20. januar - Teofil, bizantinski cesar (* 812)